# José Mariano Hernández

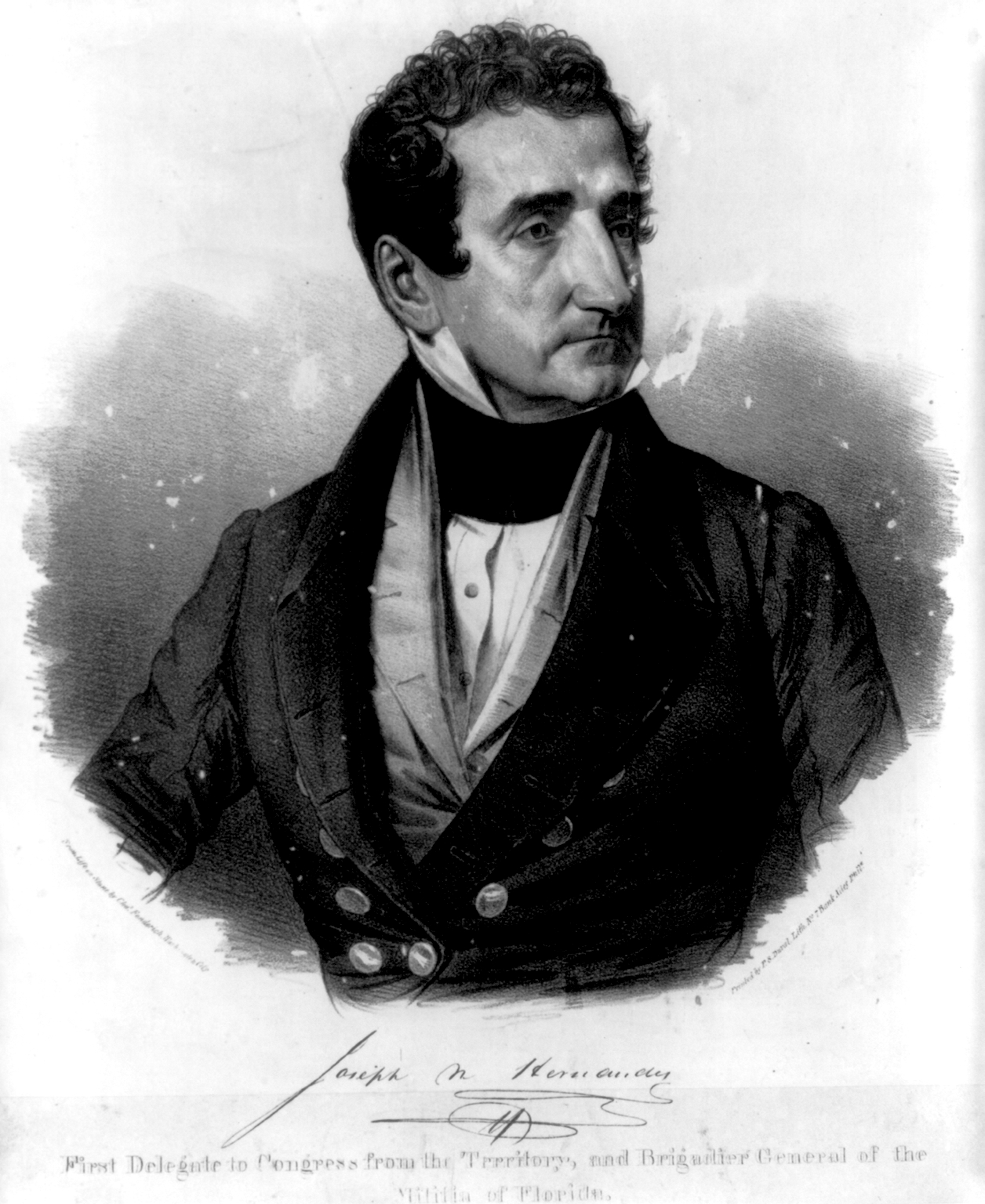
Joseph Marion Hernández

José Mariano Hernández (San Agustín, Florida, 4 de agosto de 1793 – Matanzas, Cuba, 8 de junio de 1857) fue el primer hispano en ocupar un escaño en el Congreso de los EE. UU. y el primer delegado para el Territorio de Florida, cargo que ocupó de septiembre de 1822 a marzo de 1823.
Hernández nació en San Agustín, Florida cuando este territorio aún estaba bajo soberanía de España. Tras su desempeño en el Congreso, se alistó en el Ejército de los Estados Unidos y participó en las Guerras Seminolas, y concretamente en la captura del líder indígena Osceola. Se retiró con el cargo de General de Brigada.
Intentó infructuosamente presentarse al Senado de los Estados Unidos por el Partido Whig en 1845. Más tarde se trasladó a Cuba, dedicándose a llevar una plantación en Matanzas, muriendo en esta ciudad cubana donde se encuentra enterrado en la Necrópolis de San Carlos Borromeo.

## Ruta Hernández-Capron
En 1837, mientras servía en el ejército, fue encargado de construir una ruta entre San Agustín y Fuerte Capron, localizado cerca de lo que es hoy Fort Pierce, Florida, en el río Santa Lucía. Hernández abrió la ruta que doce años antes el coronel James Gadsden había abierto a lo largo de la costa atlántica hasta dicho río. Esta ruta transcurría desde Fort Capron a través de Fort Vinton, Fort Drum, Fort Kissimmee, Fort Clinch, Fort Meade hasta Fort Brooke en Tampa.